# Sibu
Sibu es una ciudad del estado de Sarawak en Malasia. Situada en la zona norte de Borneo, cuenta con 229.8 km² y se encuentra en la confluencia de los ríos Rajang e Igan, a unos 60 km del mar. La población está compuesta por habitantes de origen chino, en particular de Fuzhou, así como por malayos, iban y melanau. En el censo de 2008 su población fue de 255.000 personas.
Es la principal puerta de entrada del turismo regional, con casas comunales iban y orang ulu en sus riveras.

## Ciudades hermanas
- Bintulu, Malasia
- Miri, Malasia
- Fuzhou, China
- Gutian County, China
- Min Chiang, China